# Lille Rise
Lille Rise er en landsby i Rise Sogn, på Ærø. Den hører i lighed med resten af øen til Region Syddanmark. Landsbyen ligger på skrænten af en høj bakke ved landevejen mellem Marstal og Ærøskøbing, Mod vest ligger Gråsten Nor.
Lille Rise Skov ejes af Naturstyrelsen. Skoven ligger på et område der skråner mod nord. Skoven ligger lige op ad Øhavsstien. Der vokser mest ædel-gran i skoven, men der er også områder med eg og bøg. Centralt i skoven er der en primitiv overnatningsplads med bålsted og udsigt over Det Sydfynske Øhav. 

## Historie
Lille Rise er nævnt første gang 1483 i formen Risingh. Forleddet er navneordet ris, der betyder krat. Efterleddet -inge er afledt af indbyggernavne eller - som her - naturnavne
1584 mageskiftedes kronen til hertug Hans blandt andet fire gårde i Risinge og to i Torup. Blev lagt under det nyoprettede Gravensten (Gråsten gods).
10 af landsbyens gårde ligger ved den fra nord mod øst gående vejforte. Også en del af husene ligger placeret her. Mod vest og syd går en vej udenom tofterne. De fire øvrige gårde ligger to og to sammem md nogle huse langs en vej der går mod sydvest fra byen. Bebyggelser kaldes i nutiden Lille og Store Torup. Tre af ti gårde fra udskiftningstiden er bevaret i den gamle bykerne, mens de fire gårde i Store og Lille Torup er velbevarede. Overgangen til selveje skete i 1787.
Antallet af gårde var i 1627 19. I forbindelse med overgangen til selveje steg gårdtallet til 25 i 1868. 
I og omkring landsbyen findes stadig gårdnavnene Højriis, Frydendalsgaard, Vorbjerggaard, Møllegaarden, Lille Rise Cementfabrik, Teppesløkke, Højagergaard, Buenagergaard, Teglgaarden, Thorupgaard, Dunkær Mølle, Bjerggaard, Ellemosegaard, Risingegaard, Grydehøj, Solnæs og Toftely.
Der var færgefart over Gråsten Nor fra omkring 1628 til 1856, da dæmningen blev etableret. Alle kirkelige handlinger på den østlige del af Ærø indtil 1738 foregik i Rise Kirke. Den direkte vej fra Marstal, gik over stien fra Græsvænge, til Sønderbygård i Kragnæs Sønderby, og derfra til Noret ad vejen som endte ca. 100 meter sydøst for stedet hvor spejderhytten nu ligger. Derfra er sejlturen gået over til Lille Rise. På en afsidesliggende gård nederst i Frydendal i Lille Rise var der indrettet kro som flere stedet er beskrevet som færgekro. Der blev senere kro i Lundsgaard som lå på Kønken i Lille Rise, så kroen lå igen på ruten for de færgerejsende, der skulle i Rise retningen. Den gamle kro/gård i Frydendal blev nedrevet i ca. 1920.

## Fortidsminder
Mellem Lille Rise og Stokkeby ligger Vorbjerg Galgebakke, som flere lokale sagn nævner. På bakkekammen lå ikke færre end syv oldtidshøje, som i dag er svære at se, bl.a. fordi kampestenene blev brugt til at bygge den lange mole i Marstal Havn. Der er enkelte rester tilbage af oltidshøjene Revhøj og Grydehøj.